# Skurcz mapy
Skurcz mapy - deformacja podkładu mapowego uzależniona od materiału i sposobu przechowywania mapy (wilgotność), określana na podstawie wymiarów ramek sekcyjnych arkusza. 
Skurcz mapy daje błąd przy graficznych pomiarach, dlatego do obliczeń wprowadza się poprawkę na skurcz mapy (osobno w każdym z dwóch kierunków głównych), wyrażoną najczęściej w procentach.